# 김문곤
김문곤(金文坤, 1939년 10월 26일~2015년 3월 14일)은 대한민국의 정치인이다. 제7·8대 부산광역시 금정구청장을 역임하였다. 울산광역시 울주군 출생이다.

## 학력
- 성지국민학교 졸업
- 부산중학교 졸업
- 부산고등학교 졸업
- 부산대학교 약학과 중퇴

### 비학위 수료
- 부산대학교 경영대학원 수료

## 경력
- 1970 성보복지재단 대표 이사
- 부산시 사회복지시설 연합회장
- 한국정신요양협회 중앙회장
- 보사부 정신보건법 심의의원 영락양로원 원장
- 부산광역시 사회복지협회 자문위원
- 부산시 세명정신병원 대표 이사
- 금강유치원 대표 이사
- 동래라이온스 참여
- 금정라이온스 초대회장
- 금정라이온스 회원
- 통일주체국민회의 부산직할시 금정구 대의원
- 1982~1986 자유총연맹 부산직할시 동래구지부 제10·11대 지부장
- 금정초등학교 육성회 회장
- 장천청년회 제1·2·3·4대 회장
- 동래구 청년연합회 초대 회장
- 금정JC 초대회장
- 금정구 청년연합회 자문위원
- 1987~1991 민주평화통일자문회의 금정구 협의회장
- 1991.07~1995.06 제1대 부산직할시의회 의원
- 1991.07~1993.07 제1대 부산직할시의회 전반기 운영위원장
- 제1대 부산직할시의회 의원협의회 부회장
- 1992~1996 부산직할시 사회복지협의회 회장
- 1993~1996 부산직할시 이웃돕기운동 추진협의회 회장
- 1993.07~1995.06 제1대 부산직할시의회 후반기 예산결산위원회 위원장
- 한나라당 부산시당 금정구 지구당 부위원장
- 1997~내성고등학교 운영위원장
- 2001.04~2002.06 제7대 부산광역시 금정구청장
- 2002.07~2006.06 제8대 부산광역시 금정구청장
- 의료법인 영파의료재단 대표이사
- 법무부 범죄예방위원회 금정구지구 협의회 회장

## 저서
- 정이 잠들고 영이 안식하던 그대 가슴에
- 새벽이 열리는 창가에 서서
- 황무의 들녁에 꽃 한송이 피우고사
- 정신요양시설 이대로 둘 것인가

## 역대 선거 결과
|  | 0% |

|  | 55.3% |

|  | 44.04% |

|  | 40.94% |

|  | 84.63% |

|  | 100.00% |

|  | 27.63% |

| 전임 윤석천 (권한대행)이동환 | 제7·8대 부산 금정구청장(민선) 2001년 4월 27일~2006년 6월 30일 | 후임 고봉복 |